# Aeropuerto El Banco
Aeropuerto El Banco är en flygplats i Colombia.   Den ligger i departementet Magdalena, i den norra delen av landet, 500 km norr om huvudstaden Bogotá. Aeropuerto El Banco ligger 34 meter över havet. Den ligger vid sjön Ciénaga de Palomeque.
Terrängen runt Aeropuerto El Banco är platt. Runt Aeropuerto El Banco är det ganska tätbefolkat, med 65 invånare per kvadratkilometer. Närmaste större samhälle är El Banco, 4,9 km söder om Aeropuerto El Banco. Trakten runt Aeropuerto El Banco består huvudsakligen av våtmarker.